# دون بيك
دون بيك (بالإنجليزية: Don Beck)‏ هو سياسي أسترالي، ولد في 21 مارس 1936 م. انتخب عضو الجمعية التشريعية نيو ساوث ويلز.